# Ana Rosenfeld
Ana Rosenfeld (1955, Buenos Aires) és una advocada, mestra d'hebreu, empresària i escriptora argentina. Va estudiar a l'escola pública, és mestra d'hebreu, i la seva educació terciària va ser a la Universitat de Buenos Aires. Ana Rosenfeld es va especialitzar en divorcis femenins i resguard de l'honor.
Rosenfeld va representar durant 12 anys a l'actriu i vedette Beatriz Salomón.
Llibre:
- 2013, El terror dels marits (El terror de los maridos), ISBN 9789504934837.